# Holostemma ada-kodien
Holostemma ada-kodien är en oleanderväxtart som beskrevs av Schultes. Holostemma ada-kodien ingår i släktet Holostemma och familjen oleanderväxter. Inga underarter finns listade i Catalogue of Life.